# Халід (співак)
Халід (англ. Khalid Donnel Robinson) — американський співак і автор пісень. У липні 2016 року вийшов його дебютний сингл Location, який досяг 16 номера американського хіт-параду Billboard Hot 100. Згодом він був сертифікований RIAA як платиновий. Його дебютний студійний альбом American Teen вийшов у березні 2017 року.

## Біографія
Халід народився 11 лютого 1998 року в Форт Стюарті, штат Джорджія, США. Дитинство його пройшло в різних містах, включаючи Fort Campbell штат Кентуккі, Fort Drum (Вотертаун) та 6 років у Гайдельбергу (Німеччина), оскільки його мати, Лінда Вульф (Linda Wolfe), була військовослужбовцем. Вона працювала техніком постачання й отримала можливість співати в ансамблі армії США.
У середній школі Халід вивчав спів і музичний театр. Під час юнацьких років середньої школи, його сім'я переїхала до Ель-Пасо штат Техас.

## Вплив
Найбільший вплив на подальшу музичну кар'єру Халіда зробила його мати. Але, окрім неї, були і інші: Кендрік Ламар, ASAP Rocky, Father John Misty, Френк Оушен, Grizzly Bear, Chance the Rapper, Lorde, India.Arie, та Джеймс Блейк.

## Кар'єра
Khalid почав писати та створювати музику в середній школі. Свої ранні роботи він опублікував на платформі SoundCloud. У липні 2016 року він з'явився на другому місці в Billboard Twitter Emerging Artists chart. Його сингл Location очолював чарти, а сам автор був представлений у багатьох публікаціях таких часописів та журналів, включаючи Billboard, Yahoo!, Buzzfeed, and Rolling Stone.
Співпрацюючи з Syk Sense, Tunji Ige та Smash David, у 2016 році сингл «Location» був на 20 позиції чарту Billboard's Mainstream R&B/Hip-Hop Airplay і досягнув Top 10 в хіт-параді Billboard Hot R&B Songs 21 січня 2017 року. Прем'єра кліпу на пісню «Location» відбулася на сайті The Fader.
У січні 2016 року, завдяки Халіду, Аліна Бараз випустила сингл «Electric».
Його співпраця з Brasstracks, відома під назвою «Вихор», була частиною Yours Truly & Adidas Originals Songs з серії «Скретч», і отримала понад 700,000 прослуховувань на SoundCloud.
24 березня 2017 року Кендрік Ламар випустив пісню The Heart Part 4, у вокал якої свій внесок зробив і Халід.
28 квітня 2017 року Logic випустили сингл «1-800-273-8255» спільно з Khalid та Алессією Карою. Сингл досяг вершини Billboard Hot 100 під номером три.
Халід розпродав всі місця в 21-ому місті свого січнево-лютневого «Location Tour» (2017), включаючи 1 500-місний «Tricky Falls» в Ель-Пасо. 3 березня 2017 року, після закінчення туру, був випущений його дебютний студійний альбом American Teen. Альбом отримав критичне визнання та був представлений у декількох номінаціях Grammy Award на церемонії 2018 року. 24 жовтня 2017 року альбом був сертифікований RIAA як платиновий після продажу понад 1,000,000 екземплярів в поєднанні з чистими продажами і альбомно-еквівалентними одиницями.
2017 року Халід переміг на VMA Award у номінації ‘’Best New Artist’’. 15 березня 2017 Халід представив на телебаченні дебютне виконання «Location» у проєкті Нічне шоу Джиммі Фелона за підтримки The Roots.
Його пісня «Angels» була представлена в серіалі «Анатомія Грей» телеканалу ABC в епізоді «Не зупиняй мене зараз», який вийшов в ефір 27 квітня 2017року. Халід записав пісню з Normani із Fifth Harmony під назвою «Love Lies» як саундтрек для фільму З любов'ю, Саймон, випущений 14 лютого 2018 року.
2018 року пісня Халіда «The Ways» з репером Swae Lee була виконана у фільмі Marvel «Чорна пантера». 23 лютого того ж року, пісня досягла 63 позиції в Billboard Hot 100.. Він також співпрацював із Lorde, SZA та Post Malone над реміксом пісні Lorde «Homemade Dynamite».
У липні 2018 року він співпрацював із Голзі в дебютному синглі Benny Blanco — «Eastside». 14 вересня того ж року він випустить пісню під назвою «Better».

## Особисте життя
22 листопада 2024 року Халід розповів про те що є геєм у своєму блозі на X після того, як його викрили. Він розкрив свою гомосексуальну орієнтацію в розділі коментарів до одного зі своїх дописів на X, відповідаючи шанувальнику.

## Дискографія
Сингли
- «Location[en]»: № 2 в R&B Songs[en], 2016 (понад 300 млн переглядів на youtube [Архівовано 13 вересня 2018 у Wayback Machine.])
- «Young Dumb & Broke[en]»: № 1 в R&B Songs[en], 2017 (понад 400 млн переглядів на youtube [Архівовано 22 жовтня 2021 у Wayback Machine.])
- «Love Lies[en]»: № 3 в Австралії, 2017 (понад 50 млн переглядів на youtube [Архівовано 4 жовтня 2018 у Wayback Machine.])

Студійні альбоми
- American Teen[en] (2017)

| Назва         | Подробиці                                                                                          | Найвища позиція | Найвища позиція | Найвища позиція | Найвища позиція | Найвища позиція | Найвища позиція | Найвища позиція | Найвища позиція | Найвища позиція | Найвища позиція | Продажі                                                                                      |
| Назва         | Подробиці                                                                                          | US              | US R&B/ HH      | US R&B          | AUS             | CAN             | DEN             | NL              | NZ              | SWE             | UK              | Продажі                                                                                      |
| ------------- | -------------------------------------------------------------------------------------------------- | --------------- | --------------- | --------------- | --------------- | --------------- | --------------- | --------------- | --------------- | --------------- | --------------- | -------------------------------------------------------------------------------------------- |
| American Teen | - Дата випуску: 3 березня 2017 - Лейбли: Right Hand, RCA, Columbia - Формати: CD, digital download | 4               | 3               | 1               | 13              | 7               | 2               | 26              | 5               | 15              | 44              | - RIAA: Platinum - ARIA: Gold - BPI: Silver - IFPI DEN: Platinum - MC: Platinum - RMNZ: Gold |

## Тури
- The Location Tour (2017)
- Melodrama World Tour (2017)
- American Teen Tour (2017—2018)
- Roxy Tour[en] (2018)

## Нагороди та номінації
| Рік  | Нагорода                   | Категорія                                | Робота                                                           | Результат |
| ---- | -------------------------- | ---------------------------------------- | ---------------------------------------------------------------- | --------- |
| 2017 | Woodie Awards              | Woodie To Watch                          | Himself                                                          | Перемога  |
| 2017 | BET Awards                 | Best New Artist                          | Himself                                                          | Номінація |
| 2017 | Teen Choice Awards         | Choice R&B/Hip-Hop Song                  | «Location»                                                       | Номінація |
| 2017 | MTV Video Music Awards     | Best New Artist                          | Himself                                                          | Перемога  |
| 2017 | MTV Europe Music Awards    | Best New Artist                          | Himself                                                          | Номінація |
| 2017 | MTV Europe Music Awards    | Best Push Artist                         | Himself                                                          | Номінація |
| 2017 | American Music Awards 2017 | Favorite Soul/R&B Song                   | «Location»                                                       | Номінація |
| 2017 | Soul Train Music Awards    | Best New Artist                          | Himself                                                          | Номінація |
| 2017 | Soul Train Music Awards    | Best R&B Soul Male Artist                | Himself                                                          | Номінація |
| 2017 | Soul Train Music Awards    | Song of the Year                         | «Location»                                                       | Номінація |
| 2017 | Soul Train Music Awards    | The Ashford & Simpson Songwriter's Award | «Location»                                                       | Номінація |
| 2018 | Grammy Awards              | Best New Artist                          | Himself                                                          | Номінація |
| 2018 | Grammy Awards              | Best Urban Contemporary Album            | American Teen                                                    | Номінація |
| 2018 | Grammy Awards              | Best R&B Song                            | «Location»                                                       | Номінація |
| 2018 | Grammy Awards              | Song of the Year                         | «1-800-273-8255» (Logic спільно з Алессієй Карой та Khalid)      | Номінація |
| 2018 | Grammy Awards              | Best Music Video                         | «1-800-273-8255» (Logic спільно з Алессієй Карой та Khalid)      | Номінація |
| 2018 | iHeartRadio Music Awards   | R&B Song of the Year                     | «Location»                                                       | Номінація |
| 2018 | iHeartRadio Music Awards   | R&B Artist of the Year                   | Himself                                                          | Номінація |
| 2018 | iHeartRadio Music Awards   | Best New R&B Artist                      | Himself                                                          | Перемога  |
| 2018 | iHeartRadio Music Awards   | Best New Artist                          | Himself                                                          | Номінація |
| 2018 | iHeartRadio Music Awards   | Best Cover Song                          | «Lost» by Френк Оушен                                            | Номінація |
| 2018 | iHeartRadio Music Awards   | Best Remix                               | «Homemade Dynamite» (Lorde спільно з Khalid, SZA та Post Malone) | Номінація |
| 2018 | iHeartRadio Music Awards   | R&B Album of the Year                    | American Teen                                                    | Перемога  |
| 2018 | Kids' Choice Awards        | Favorite Breakout Artist                 | Himself                                                          | Номінація |
| 2018 | 'Billboard'' Music Awards  | Top New Artist                           | Himself                                                          | Перемога  |
| 2018 | 'Billboard'' Music Awards  | Top R&B Artist                           | Himself                                                          | Номінація |
| 2018 | 'Billboard'' Music Awards  | Top R&B Male Artist                      | Himself                                                          | Номінація |
| 2018 | 'Billboard'' Music Awards  | Top R&B Song                             | Young, Dumb & Broke                                              | Номінація |
| 2018 | 'Billboard'' Music Awards  | Top R&B Album                            | American Teen                                                    | Номінація |
| 2018 | BMI Pop Awards             | Award Winning Songs                      | «1-800-273-8255»                                                 | Перемога  |
| 2018 | BET Awards                 | Best Male R&B/Pop Artist                 | Himself                                                          | Номінація |
| 2018 | Teen Choice Awards         | Choice Artist: R&B/Hip-Hop               | Himself                                                          | Перемога  |
| 2018 | MTV Video Music Awards     | Push Artist of the Year                  | Himself                                                          | Номінація |
| 2018 | MTV Video Music Awards     | Video with a Message                     | «1-800-273-8255»                                                 | Номінація |

## Приміти
1. ↑  Diplo Hints He's 'Cooking' Something Up in the Studio With Khalid: See the Pic // Billboard — Penske Media Corporation, 2018. — ISSN 0006-2510
2. ↑  Shifferaw, Abel. Kel Mitchell, Rachael Leigh Cook Star in Khalid's High School-Themed Video for "Young Dumb & Broke". Complex (англ.). Архів оригіналу за 29 вересня 2017. Процитовано 29 вересня 2017.
3. ↑  Acosta, Dave. Khalid finds his 'Location' in El Paso. El Paso Times (англ.). Процитовано 29 вересня 2017.
4. ↑  Findlay, Mitch. Who Is Khalid? Everything You Need To Know. HotNewHipHop. Архів оригіналу за 29 вересня 2017. Процитовано 29 вересня 2017.
5. 1 2  Scott Perry, «Saved» documentary [Архівовано 5 лютого 2017 у Wayback Machine.], The Fader, February 2, 2017, retrieved February 7, 2017
6. ↑  Kevito, «First Look Friday: Chucotown's Own Khalid Is The Future of Millennial R&B»[недоступне посилання], Okayplayer, December 2016, retrieved February 7, 2017
7. ↑  Eddie Cepeda, «IRL Paso: Texas Singer Khalid Is Making Music to Connect To»[недоступне посилання з лютого 2019], Noisey, January 17, 2017, retrieved February 7, 2017
8. 1 2  Elias Leight, «10 Hip-Hop and R&B Artists to Watch In 2017» [Архівовано 22 вересня 2020 у Wayback Machine.], Billboard, December 27, 2016, retrieved February 7, 2017
9. ↑  Jim Farber, «10 Artists to Watch in 2017», Yahoo! Music, December 28, 2016, retrieved February 7, 2017
10. ↑  Emma Cooke, «26 Brilliant Songs You Need In Your January Playlist»[недоступне посилання з лютого 2019], Buzzfeed, January 11, 2017, retrieved February 7, 2017
11. ↑  «10 New Artists You Need to Know: February 2017»[недоступне посилання], Rolling Stone, February 1, 2017, retrieved February 7, 2017
12. ↑  Amaya Mendizabal, «The 'Location' of Khalid's Breakout Hit? The Top 10 on Hot R&B Songs Chart» [Архівовано 3 жовтня 2020 у Wayback Machine.], Billboard, January 12, 2017, retrieved February 7, 2017
13. ↑  Myles Tanzer, «Khalid Finds A Digital Love In 'Location' Video»[недоступне посилання з лютого 2019], The Fader, September 26, 2016, retrieved February 7, 2017
14. ↑  Alina Baraz and Khalid Link Up on Seductive New Track, 'Electric' / Ones To Watch. Ones To Watch. Архів оригіналу за 11 жовтня 2017. Процитовано 10 жовтня 2017.
15. ↑  Black, Adrienne. Listen to Khalid and Brasstracks Team Up for "Whirlwind". PigeonsandPlanes (англ.). Архів оригіналу за 11 жовтня 2017. Процитовано 10 жовтня 2017.
16. ↑  Kendrick Lamar's "The Heart Part 4" Features An Uncredited Vocal From Khalid. The Fader. Архів оригіналу за 25 березня 2017. Процитовано 24 березня 2017.
17. ↑  Khalid Is Featured on Kendrick Lamar's New "The Heart Part 4". XXL. Архів оригіналу за 24 березня 2017. Процитовано 24 березня 2017.
18. ↑  Khalid on '1-800-273-8255' Hitting Top 5: 'A Song Like This Was Necessary'. Архів оригіналу за 25 листопада 2017. Процитовано 9 вересня 2018.
19. ↑  El Paso's Khalid nominated for MTV VMA for Best New Artist. El Paso Times (англ.). Процитовано 24 грудня 2017.
20. ↑  American Teen by Khalid on Apple Music. iTunes (амер.). 3 березня 2017. Архів оригіналу за 12 жовтня 2017. Процитовано 10 жовтня 2017.
21. 1 2  See The Full List Of 60th Grammy Nominees. Grammy Award. Архів оригіналу за 28 січня 2018. Процитовано 28 листопада 2017.
22. ↑  Khalid's debut Album American Teen is certified Platinum. The Fader. Архів оригіналу за 25 жовтня 2017. Процитовано 25 жовтня 2017.
23. ↑  Khalid wins Best New Artist at the MTV VMAs. EW.com (англ.). Архів оригіналу за 25 грудня 2017. Процитовано 24 грудня 2017.
24. ↑  Myers, Owen. Watch Khalid's Charismatic Performance Of "Location" On Fallon. The FADER (англ.). Архів оригіналу за 11 жовтня 2017. Процитовано 10 жовтня 2017.
25. ↑  Khalid. www.facebook.com (англ.). Архів оригіналу за 13 квітня 2022. Процитовано 10 жовтня 2017.
26. ↑  Love, Simon (Original Motion Picture Soundtrack) by Various Artists on Apple Music. iTunes Store (US). Архів оригіналу за 17 січня 2018. Процитовано 16 січня 2018.
27. ↑  Music: Top 100 Songs. Billboard. Архів оригіналу за 27 жовтня 2021. Процитовано 23 лютого 2018. {{cite news}}: Текст «Billboard Hot 100 Chart» проігноровано (довідка)
28. ↑  Blistein, Jon (12 липня 2018). Hear Benny Blanco, Halsey, Khalid Team for Bittersweet ‘Eastside’. Rolling Stone (амер.). Архів оригіналу за 18 липня 2018. Процитовано 30 серпня 2018.
29. ↑  @thegreatkhalid (11 вересня 2018). With love, to the 915. On 9/14 a song for y'all (Твіт) — через Твіттер.
30. ↑  Mier, Tomás (23 листопада 2024). Khalid Comes Out as Gay After Being Outed: 'I Am Not Ashamed'. Rolling Stone (амер.). Процитовано 23 листопада 2024.
31. ↑  Singer Khalid Confirms He's Gay After Being Outed: 'I Was Never Hiding'. People (англ.). Процитовано 23 листопада 2024.
32. ↑  Khalid – Chart History: Billboard 200. Billboard. Архів оригіналу за 15 березня 2017. Процитовано 14 березня 2017.
33. ↑  Khalid – Chart History: Top R&B/Hip-Hop Albums. Billboard. Архів оригіналу за 15 березня 2017. Процитовано 14 березня 2017.
34. ↑  Khalid – Chart History: Top R&B Albums. Billboard. Архів оригіналу за 15 березня 2017. Процитовано 14 березня 2017.
35. ↑  Peaks in Australia:
  - All except noted: Discography Khalid. Australian Charts Portal. Hung Medien. Архів оригіналу за 28 червня 2018. Процитовано 9 червня 2017.
  - «Saved»: ARIA Chart Watch #458. auspOp. 3 лютого 2018. Архів оригіналу за 3 лютого 2018. Процитовано 3 лютого 2018. [Архівовано 2018-02-03 у Wayback Machine.]
36. ↑  Khalid – Chart History: Canadian Albums. Billboard. Архів оригіналу за 15 березня 2017. Процитовано 14 березня 2017.
37. ↑  Discography Khalid. Danish Charts Portal. Hung Medien. Архів оригіналу за 9 лютого 2018. Процитовано 9 червня 2017. [Архівовано 2018-02-09 у Wayback Machine.]
38. ↑  Discografie Khalid. Dutch Charts Portal. Hung Medien. Архів оригіналу за 1 квітня 2017. Процитовано 31 березня 2017.
39. ↑  Discography Khalid. charts.org.nz – Hung Medien. Архів оригіналу за 1 квітня 2017. Процитовано 31 березня 2017. [Архівовано 2017-04-01 у Wayback Machine.]
40. ↑  Peak positions for Swedish chart:
  - All except «Homemade Dynamite (Remix)»: Discography Khalid. Swedish Charts Portal. Hung Medie. Архів оригіналу за 7 жовтня 2017. Процитовано 14 липня 2017.
  - For new peaks: Sveriges Officiella Topplista (Swedish) . Sverigetopplistan. Архів оригіналу (To access, enter the search parameter "Khalid" and select "Search by Keyword") за 17 червня 2009. Процитовано 16 лютого 2018.
41. ↑  Khalid | full Official Chart History. Official Charts Company. Архів оригіналу за 31 серпня 2017. Процитовано 1 вересня 2017.
42. ↑  American Teen by Khalid on Apple Music. iTunes. Архів оригіналу за 12 жовтня 2017. Процитовано 18 лютого 2017.
43. ↑  Gold & Platinum – RIAA. Recording Industry Association of America. Архів оригіналу за 3 березня 2022. Процитовано 24 жовтня 2017.
44. ↑  ARIA Charts – Accreditations – 2018 Albums. Australian Recording Industry Association. Архів оригіналу за 21 березня 2019. Процитовано 9 березня 2018.
45. ↑  BPI Awards - bpi. British Phonographic Industry. Архів оригіналу (To access, enter the search parameter "Khalid" and select "Search by Keyword") за 17 січня 2010. Процитовано 23 лютого 2018. [Архівовано 2017-09-09 у Wayback Machine.]
46. ↑  Khalid "American Teen". IFPI Denmark. Архів оригіналу за 23 січня 2018. Процитовано 23 січня 2018.
47. ↑  Beyoncé tops 2017 BET Awards nominations. Los Angeles Times. 15 травня 2017. Архів оригіналу за 16 травня 2017. Процитовано 1 червня 2017.
48. ↑  VMAs: Kendrick Lamar Tops Nominations as MTV Continues to Eliminate Gendered Categories. The Hollywood Reporter. 25 липня 2017. Архів оригіналу за 23 липня 2018. Процитовано 26 липня 2017.
49. ↑  Solange, Bruno Mars Lead 2017 Soul Train Awards Nominations. Billboard. 17 жовтня 2017. Архів оригіналу за 26 червня 2019. Процитовано 19 жовтня 2017.
50. ↑  Atkinson, Katie (11 березня 2018). iHeartRadio Music Award Winners 2018: Complete List. Billboard. Архів оригіналу за 16 березня 2018. Процитовано 11 березня 2018.
51. ↑  Mark Ronson Receives the BMI Champion Award at the 66th BMI Pop Awards. BMI. 8 травня 2018. Архів оригіналу за 9 травня 2018. Процитовано 9 травня 2018.
52. ↑  DJ Khaled Leads 2018 BET Awards Nominations: See the Full List. Billboard. 16 травня 2018. Архів оригіналу за 29 березня 2019. Процитовано 16 травня 2018.